# 因娜·斯捷潘诺娃
因娜·亚科夫列芙娜·斯捷潘诺娃（俄语：Инна Яковлевна Степанова，1990年4月17日—）生于布里亞特共和國烏蘭烏德，是一名俄罗斯女子射箭运动员，曾就读于布里亚特国立大学（Бурятский государственный университет）。她是布里亚特人。2016年里约奥运后，她和自由式摔跤选手Timur Batorov结婚。两人的女儿在2017年5月出生。